# Palm Beach Gardens
Palm Beach Gardens ist eine Stadt im Palm Beach County im US-Bundesstaat Florida mit 59.182 Einwohnern (Stand: 2020).

## Geographie
Palm Beach Gardens liegt im Südosten Floridas am Atlantik, etwa 100 Kilometer nördlich von Miami und 12 Kilometer nördlich von West Palm Beach. Die Stadt stellt eine principal city der Metropolregion Miami dar.
In der direkten Nachbarschaft (im Umkreis von 15 Kilometern) liegen die Städte North Palm Beach, Juno Ridge, Lake Park, Riviera Beach, Juno Beach, Mangonia Park, Palm Beach Shores, Lakeside Green.

### Klima
Das Klima ist mild und warm, mit leichten Winden vom Meer her. Statistisch regnet es in den Sommermonaten an durchschnittlich 50 % der Tage. Die höchsten Temperaturen sind von Mai bis Oktober mit bis zu 30 °C zu verzeichnen. Die kältesten Monate Dezember bis Februar weisen eine durchschnittliche Temperatur von nur 18 °C auf. Schneefall ist in der Region nahezu unbekannt.

## Geschichte
Am 20. März 1959 gab der Multimillionär, Versicherungsmagnat und Großgrundbesitzer John D. MacArthur seinen Plan bekannt, etwa 4000 Acres (16 km²) Land zu kaufen, um eine neue Gemeinde für etwa 55.000 Menschen zu bauen. Der ehemals ausgesuchte Name für diese Stadt war Palm Beach City. Der Name wurde jedoch von den Behörden nicht genehmigt und man einigte sich auf den Namen Palm Beach Gardens. Nach seiner Vision sollte die Stadt ein Ort sein, um Kinder groß werden zu lassen und um seinen eigenen „American Dream of Life“ zu leben. Damit ließ er die Arbeiten auf dem leeren Stück Land beginnen.
MacArthur stellte sich die Straßen der Stadt links und rechts gesäumt mit Blumen und Bäumen vor. Millionen von USD wurden dafür verwendet, um dies zu ermöglichen. Letztlich wurde an allen Straßen und Wasserstraßen mächtige Kiefern und andere schattenspendende Laubbäume gepflanzt. Da er ein Naturliebhaber war, mussten alle älteren Bäume stehen bleiben und Straßen darum herumgeführt werden. Für die damalige Zeit für Amerika eine total neue Erfahrung. Dies verteuerte das Bauvorhaben erheblich, aber MacArthur ließ sich nicht beirren. Ebenso waren die ersten Gebäude, die gebaut wurden, Kirchen der verschiedensten Konfessionen, um sicherzustellen, dass jeder Mensch nach seinem Glauben leben konnte. 
1964 war MacArthur mit dem Aufbau und den in der Stadt gebotenen Möglichkeiten von Palm Beach Gardens zufrieden, bis er hörte, dass die Professional Golfers Association auf der Suche nach einem neuen Verbandshaus und Golfplatz war. Umgehend nahm MacArthur dieses neue Projekt in Angriff und schenkte der Stiftung hierfür weitere 2 Millionen USD. Im März 1965 wurde das Verbandshaus fertiggestellt, und die PGA zog ein. Bis 1971 wurden mehrere Turniere, inklusive Senioren- und World-Cup-Turniere abgehalten, aber die Beziehung war nicht von langer Dauer. Der PGA zog wieder um in den J. D. M. Country Club, heute bekannt als Ballan Islands. 
Während der letzten 40 Jahre ist Palm Beach Gardens stetig gewachsen. 1999 verkaufte die Stiftung von John D. und Catherine MacArthur weitere etwa 14.000 Acres (57 km²) an die Stadt. Der Stadtrat wurde damit beauftragt, das neue Gelände nur zum Wohle der Stadt und zum weiteren Wachstum zu verwenden.

### Religionen
In Palm Beach Gardens gibt es derzeit 24 verschiedene Kirchen aus 13 unterschiedlichen Konfessionen. Unter den zu einer Konfession gehörenden Kirchen ist die Katholische Kirche mit 4 Kirchen am stärksten vertreten. Weiterhin gibt es 3 zu keiner Konfession gehörende Kirchen (Stand: 2004).

### Demographische Daten
Laut der Volkszählung 2010 verteilten sich die damaligen 48.452 Einwohner auf 27.663 Haushalte. Die Bevölkerungsdichte lag bei 336 Einw./km². 89,4 % der Bevölkerung bezeichneten sich als Weiße, 4,4 % als Afroamerikaner, 0,2 % als Indianer und 3,1 % als Asian Americans. 1,4 % gaben die Angehörigkeit zu einer anderen Ethnie und 1,6 % zu mehreren Ethnien an. 8,9 % der Bevölkerung bestand aus Hispanics oder Latinos.
Im Jahr 2010 lebten in 20,8 % aller Haushalte Kinder unter 18 Jahren sowie 37,2 % aller Haushalte Personen mit mindestens 65 Jahren. 60,4 % der Haushalte waren Familienhaushalte (bestehend aus verheirateten Paaren mit oder ohne Nachkommen bzw. einem Elternteil mit Nachkomme). Die durchschnittliche Größe eines Haushalts lag bei 2,11 Personen und die durchschnittliche Familiengröße bei 2,67 Personen.
17,7 % der Bevölkerung waren jünger als 20 Jahre, 21,5 % waren 20 bis 39 Jahre alt, 27,6 % waren 40 bis 59 Jahre alt und 33,3 % waren mindestens 60 Jahre alt. Das mittlere Alter betrug 48 Jahre. 46,9 % der Bevölkerung waren männlich und 53,1 % weiblich.
Das durchschnittliche Jahreseinkommen lag bei 71.349 $, dabei lebten 6,0 % der Bevölkerung unter der Armutsgrenze.<
Im Jahr 2000 war Englisch die Muttersprache von 89,27 % der Bevölkerung, spanisch sprachen 5,60 % und 5,13 % hatten eine andere Muttersprache.ref name=CEN/>

## Verkehr
Palm Beach Gardens hat direkte Anbindung an die Interstate 95, die in Nord-Süd-Richtung verläuft. Hier trifft auch der Florida’s Turnpike von Süden kommend auf die Interstate und teilt sich mit ihr in Richtung Orlando eine etwa 30 Kilometer lange Trasse. Außerdem führen die Florida State Roads A1A, 710 und 786 durch das Stadtgebiet.
Mit dem Flugzeug ist die Stadt ebenfalls einfach zu erreichen über den Palm Beach International Airport, den Fort Lauderdale-Hollywood International Airport, den North County Airport und den Palm Beach County Park Airport.

## Wirtschaft
Die hauptsächlichen Beschäftigungszweige sind: Ausbildung, Gesundheit und Soziales: (18,6 %), Handel / Einzelhandel: (13,3 %), Finanzen, Versicherungen und Immobilien: (11,4 %), Zukunftstechnologien, Management und Verwaltung: (14,1 %), Kunst, Unterhaltung, Nahrungsmittelgewerbe und Restaurants (11,4 %).

## Schulen
- Timber Trace Elementary School, etwa 800 Schüler
- Palm Beach Gardens Elementary School, rund 680 Schüler
- Watson B. Duncan Middle School, etwa 1.350 Schüler
- Howell L. Watkins Middle School, rund 1.200 Schüler
- Palm Beach Gardens High School, etwa 2.500 Schüler
- William T. Dwyer High School, rund 2.200 Schüler

### Weiterführende Bildungseinrichtungen
An weiterführenden Bildungseinrichtungen gibt es im Umkreis von 70 Kilometern
- Palm Beach Atlantic College in West Palm Beach, etwa 2.100 Studenten
- Palm Beach Community College in Lake Worth, rund 8.350 Studenten
- Florida Atlantic University in Boca Raton, rund 14.300 Studenten
- Indian RiverCommunity College in Fort Pierce, etwa 6.100 Studenten
- Keiser College in Fort Lauderdale, rund 2.800 Studenten
- Broward Community College in Fort Lauderdale, etwa 12.700 Studenten
- Art Institute of Fort Lauderdale in Fort Lauderdale, rund 2.500 Studenten

### Parks und Sportmöglichkeiten
Es gibt ein breites Angebot von verschiedenen Stadtparks sowie mehrere sportliche Einrichtungen sowie Spielwiesen und Möglichkeiten zum Camping. An Sportmöglichkeiten werden Softball, Baseball, Football, Basketball, Soccer und Schwimmen angeboten.

## Kliniken
- Palm Beach Gardens Medical Center
- Columbia Hospital in West Palm Beach
- Oakwood Center of the Palm Beaches in West Palm Beach
- Saint Mary’s Medical Center in West Palm Beach

## Kriminalität
Die Kriminalitätsrate lag im Jahr 2010 mit 188 Punkten (US-Durchschnitt: 266 Punkte) im niedrigen Bereich. Es gab einen Mord, drei Vergewaltigungen, 35 Raubüberfälle, 33 Körperverletzungen, 265 Einbrüche, 1286 Diebstähle, 63 Autodiebstähle und fünf Brandstiftungen.

## Persönlichkeiten

### Söhne und Töchter der Stadt
- Jillian Bach (* 1973), Schauspielerin
- Matthew Miller (* 1982), Synchronsprecher, Schauspieler und Spieleentwickler
- Chris Volstad (* 1986), Baseballspieler
- Madelyne Anderson (* 2001), Beachvolleyballspielerin